# Arcos do Cachorro

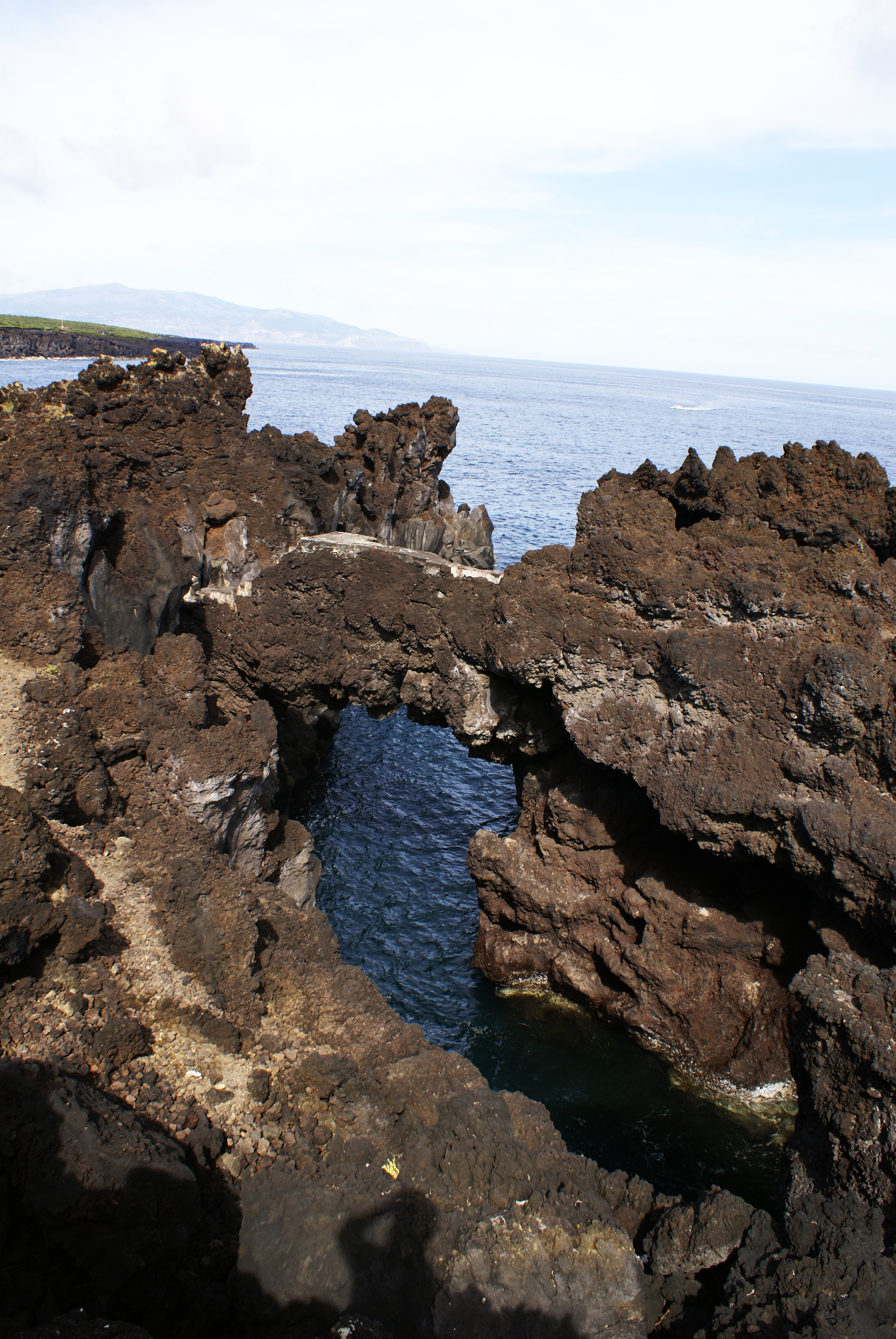
Arcos do Cachorro, arco.

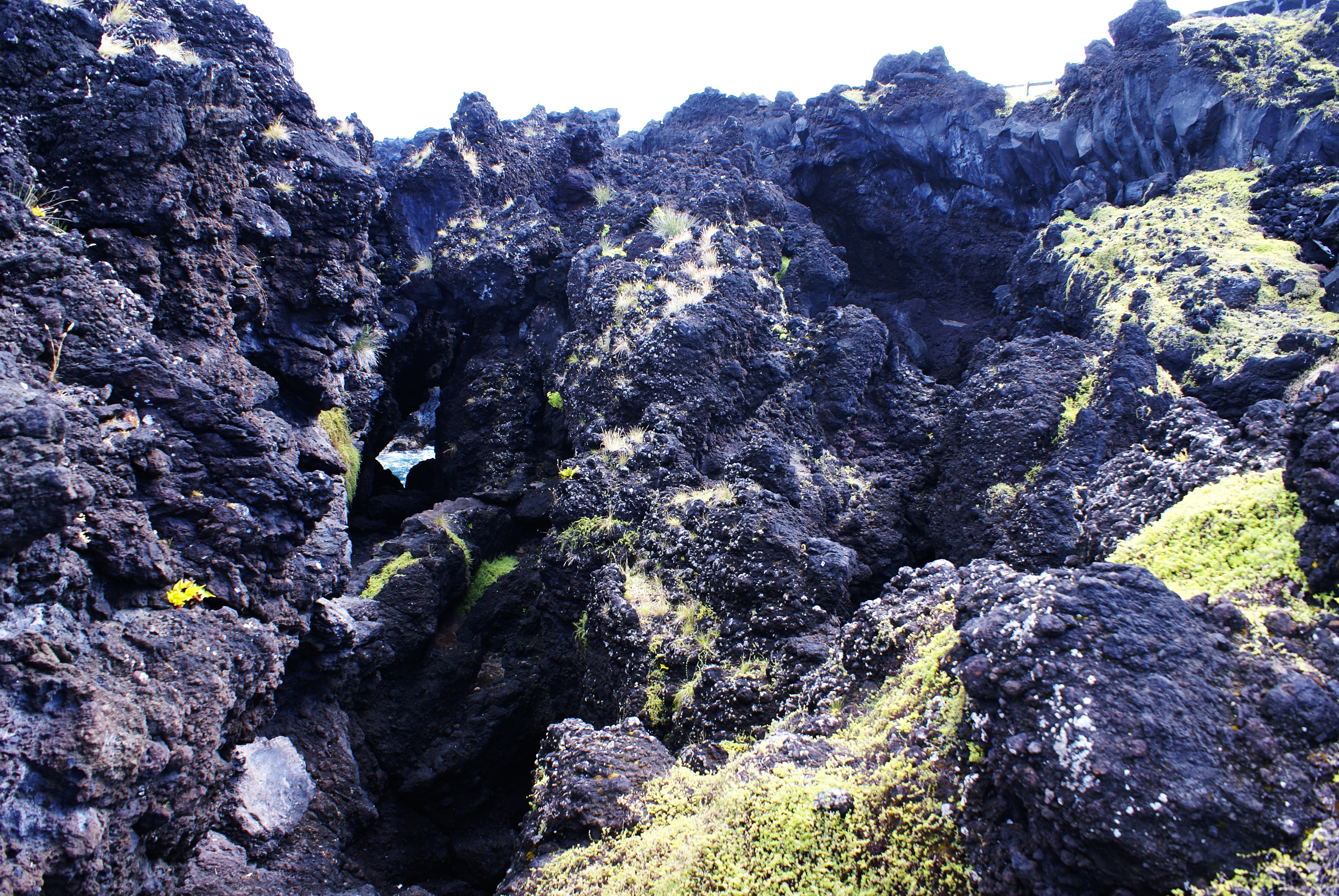
Arcos do Cachorro, aspecto das rochas costeiras.

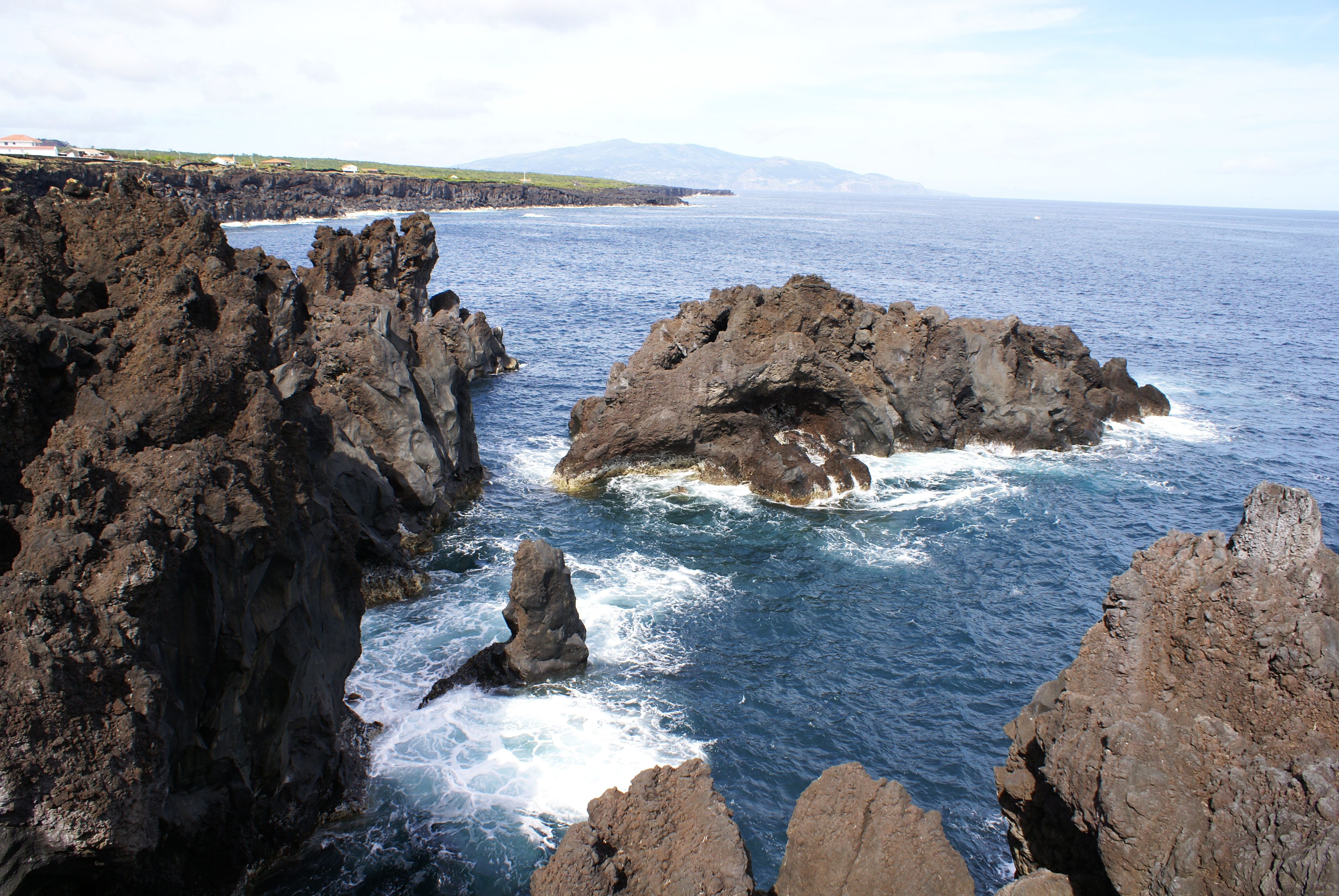
Arcos do Cachorro, aspecto da costa.

Os Arcos do Cachorro apresentam-se como um conjunto de formações rochosas de origem vulcânica localizadas local do Cachorro, freguesia das Bandeiras, concelho da Madalena do Pico, ilha do Pico, arquipélago dos Açores.
Estas formações são compostas por grutas vulcânicas e por tubos de lava que no seu conjunto dão origem a um apreciável aglomerado de recortes de lava solidificada.
Estas formações estendem-se pelo mar provocando nas águas marinhas fortes turbilhões e remoinhos quando esta penetra nos túneis e nas grutas vulcânicas.
Dadas as suas características encontram-se englobadas na Paisagem Protegida da Cultura da Vinha da Ilha do Pico.
Nesta local é possível ver frequentemente o pássaro endémico dos Açores vulgarmente denominado como melro-preto (Turdus merula azorensis), dada a grande quantidade de representantes da espécie que frequenta o local, bem como o pombo-torcaz dos Açores (Columba palumbus azorica), o milhafre (Buteo buteo rothschildi), o cagarro (Calonectris diomedea borealis) entre várias outras espécies.
Por entre as espécies que aqui se encontram encontra-se também o único mamífero endémico dos Açores, o morcego Nyctalus azoreum.
Entre as espécies vegetais encontram-se azorina (Azorina vidalii), a camarinha (Corema album ssp. azoricum), Spergularia azorica, bracéu (Festuca petraea), a erva-leiteira (Euphorbia azorica), a urze (Erica azorica), faia-da-terra (Myrica faya) e pau-branco (Picconia azorica).